# Yamaha FZ 750
Die Yamaha FZ 750 ist ein Motorradmodell des japanischen Motorradherstellers Yamaha, das als erstes Serienmotorrad der Welt mit einem Fünfventilmotor ausgerüstet wurde. Sie wurde 1984 auf der IFMA in Köln vorgestellt und erhielt den Beinamen „Genesis“ (Schöpfung).

## Motor
Weit über die Fünfventiltechnik hinaus war an der FZ richtungsweisend, die Zylinder um ganze 45 Grad nach vorn zu neigen, sie gerade von oben statt gekrümmt von hinten zu befüllen, dazu Fallstromvergaser statt Flachstromvergaser einzusetzen, und die Airbox mit Luftfilter hinter dem Lenkkopf statt unter der Sitzbank zu platzieren. Die starke Neigung der Zylinderbank verlagert den Schwerpunkt des Motorrads nach vorn und unten. Die Umplatzierung der Airbox verschafft den Vergasern kühlere Luft. Der Vierzylindermotor mit drei Einlassventilen und zwei Auslassventilen je Zylinder, die über Tassenstößel von zwei obenliegenden Nockenwellen betätigt werden, leistet bis zu 77 kW gleich 105 PS bei 10.500/min. Das Gemisch wird von 34-mm-Mikuni-Vergasern gebildet. Eine Vier-in-zwei-Auspuffanlage führt die Abgase ab. Die Zeitschrift Das Motorrad bestätigte eine „füllige Drehmomentkurve und eine provozierend lässige Leistungsentfaltung“. Die Fahrleistungen mit dem leistungs- sowie drehmomentstarken Motor würden von kaum einem Konkurrenten übertroffen.

## Fahrwerk
Tragendes Element des Fahrwerks ist ein Doppelrohrrahmen aus Vierkantstahlrohr mit angeschraubten Unterzügen. Das 16-Zoll-Vorderrad mit der Dimension 120/80 wird in einer Teleskopgabel mit 39-mm-Standrohren, das 18-Zoll-Hinterrad in der Dimension 130/80 in einer Zweiarmschwinge geführt. Die FZ 750 hat vorn und hinten Scheibenbremsen, vorn ist es eine Doppelscheibenbremse. Das Modell 1FN wurde bis 1986 gebaut, gefolgt vom Modell 2KK („Genesis“) mit Vollverkleidung, das 1989 vom Typ 3KT abgelöst wurde. Das letzte Modell wurde mit einem 17-Zoll-Vorderrad (120/70) ausgeliefert.

„Mit einer Leistung von 100 PS und einer Höchstgeschwindigkeit von über 230 km/h war die Yamaha FZ 750 das Maß der Dinge in den 80ern.“

## Fahreindrücke
Die fast aufrechte Sitzposition ermöglicht in Verbindung mit der guten Federung ein relativ entspanntes Reisen. Allerdings ist die Verkleidung etwas niedriger als bei einem Tourenmotorrad, so dass der Fahrer stärkerem Wind ausgesetzt ist, was auf langen Strecken ermüden kann. Die Fahrleistungen waren für die damalige Zeit sehr gut, selbst oberhalb von 160 km/h beschleunigt die Yamaha noch kräftig.

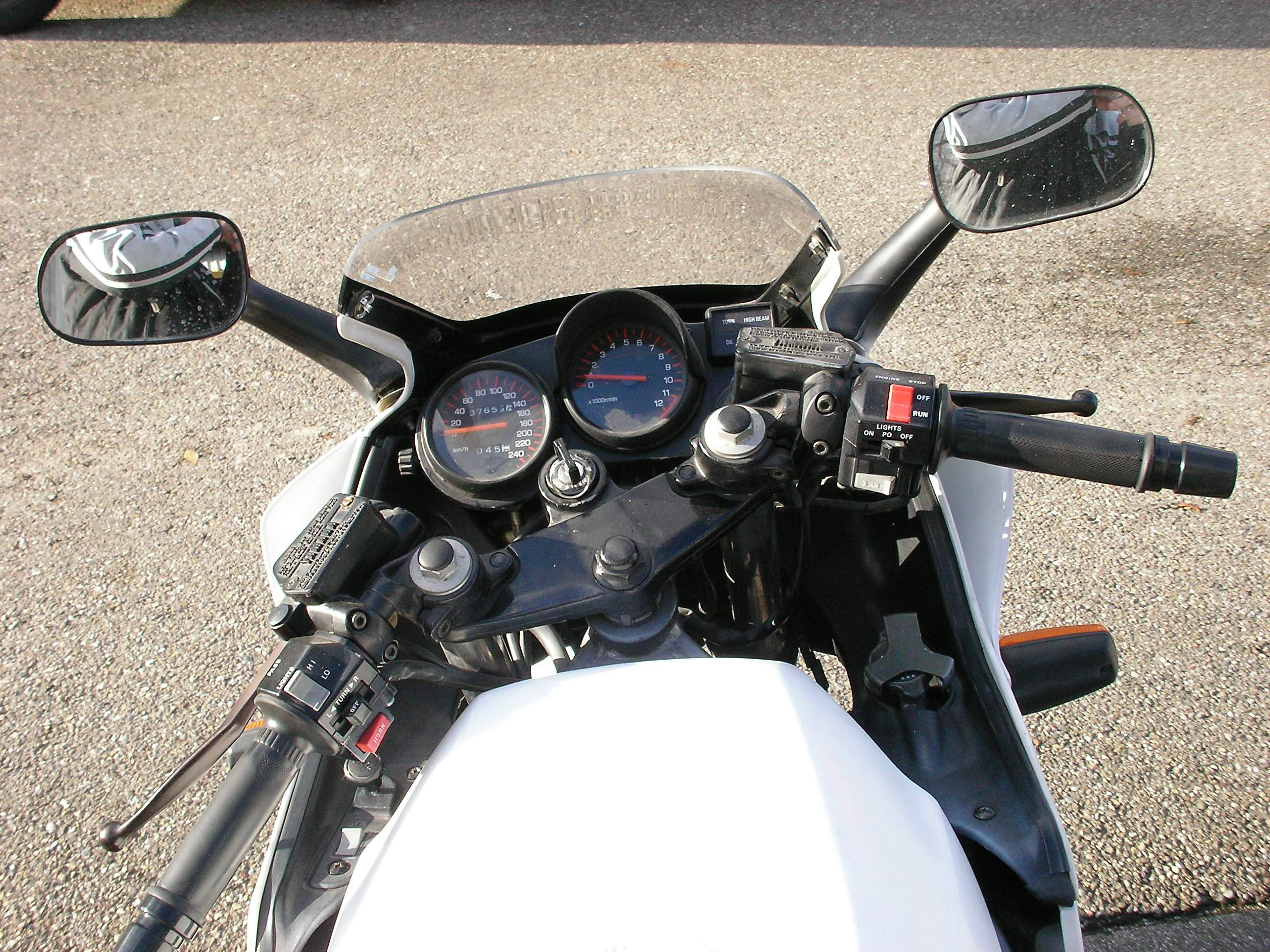
Yamaha FZ 750 Instrumente

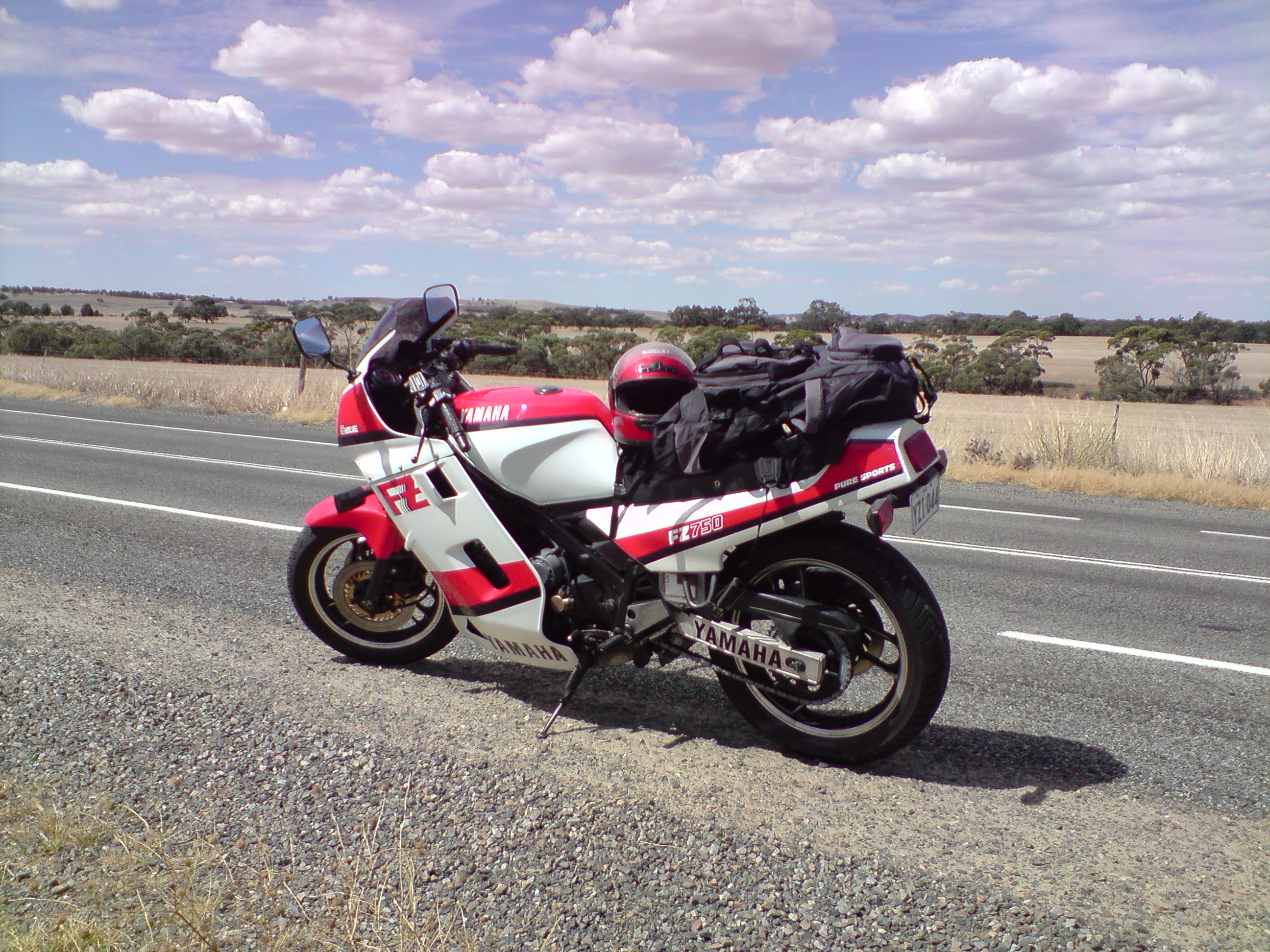
Yamaha FZ750

## Gebrauchtmarkt und Schwachstellen

### Gebrauchtmarkt der FZ 750
Der Bestand an zugelassenen Motorrädern diese Typs nach Kraftfahrt-Bundesamt (Stand: 2014) betrug 248 Exemplaren vom Typ 1FN und 416 Stück von Typ 2KK. Stand 2021 verzeichnet das Suchportal autoscout24 3 Maschinen zu Preisen zwischen 690 € und 2350 €. Das Motorrad spielt damit auf dem Gebrauchtmarkt keine große Rolle mehr.

### Schwachstellen und Wartung
Schwachpunkte sind bei der Yamaha FZ 750 1 FN das Getriebeausgangslager. Weiterer Knackpunkt ist die zu Defekten neigende Benzinpumpe bei 1 FN und 2 KK. Ansonsten wird dem Motorrad Robustheit bei guter Wartung und Pflege zugesprochen. Der Wartungsaufwand für die Kontrolle des Ventilspiels ist höher als bei einem Vierventilkopf.